# Іван Чернай
Магістр Іван Чернай (словац. Ivan Černaj; * 1 липня 1963, Банська Бистриця) — словацький учитель і муніципальний політик. Працював учителем, заступником директора початкової школи, був власником рекламної компанії. З 2002 по 2012 рік перебував на посаді приматора Ж'яр-над-Гроном, а з 2005 по 2009 роки — віце-президентом Банськобистрицького самоврядного краю. Балотувався на посаду мера як незалежний кандидат. У листопаді 2012 року подав у відставку.

## Професійна кар'єра
- 1987 рік – 1991 — вчитель математики в початковій школі та бізнес у поліграфії, рекламі та маркетингу
- 1991 рік – 1993 заступник директора початкової школи
- 1993 рік – 2002 власник рекламної компанії

## Комунальна та регіональна політика
- З 2002 по 2012 рік мер міста Ж'яр-над-Гроном. 28 листопада 2012 року склав повноваження міського голови.[1]
- З 2005 по 2012 рік депутат Банськобистрицького самоврядного краю.[2] З 2005 по 2009 рік заступник голови Банськобистрицького самоврядного району з питань соціального розвитку та співпраці з місцевим самоврядуванням.